# بركة الشيخ رضوان
بركة الشيخ رضوان هي بركة تقع في حي الشيخ رضوان الواقع غرب مدينة غزة شمال القطاع، تبلغ سعة البركة 11 متر وتقدر مساحتها 56 دونم في القاع و80 دونم عند السطح، وبحجم استيعابي600 ألف كوب من المياة ومزودة 5 مضخات مياه لتسريب المياة الى البحر المتوسط، وتعتبر أكثر منطقة منخفضة في المدينة لذلك تعد البركة المركزية لمكان تجميع مياة الأمطار في مدينة غزة.

## الكوارث في بركة الشيخ رضوان
في ديسممبر/كانون الأول 2013، تسببت غزارة مياة الامطار المتجمعة في بركة الشيخ رضوان الناتجة عن منخفض أليكسا في فيضان، نتج عنه غرق بعض منازل سكان حي الشيخ رضوان وأُغلقت بعض المناطق ايضًا
جراء حرب غزة 2023 تعرضت بركة الشيخ رضوان للتلوث وأصبحت غير صالحة للشرب والاستخدام ومصدر للحشرات الضارة بسبب تسريب بما يُقدر بمليون متر مكعب من مياة الصرف الصحي اليها، الناتج من تدمير جيش الاحتلال الإسرائيلي للخطوط الصرف الصحي الناقلة رقم 5 و6 و7B وخطوط التصريف والبنية التحتية لمدينة غزة شمال القطاع، كما دُمرت المضخات ومولدات الكهرباء الاحتياطية المستخدمة لإخراج المياة الملوثة  لاحقًا تم تركيب مضخات بركة تجميع مياه الأمطار بحي الشيخ رضوان بشكل تجيريبي وتم عمل اصلاحات أولية 